# Coelogynopora solifer
Coelogynopora solifer är en plattmaskart som beskrevs av Sopott 1972. Coelogynopora solifer ingår i släktet Coelogynopora och familjen Coelogynoporidae. Inga underarter finns listade i Catalogue of Life.